# Shawn Kuykendall
Shawn Kuykendall (Fairfax, 21 de febrero de 1982-ibídem, 12 de marzo de 2014) fue un futbolista estadounidense que jugaba en la demarcación de centrocampista.

## Biografía
Era hijo de Kurt Kuykendall, quien también jugó profesionalmente al fútbol.
Tras formarse como futbolista en la American University Eagles, debutó como futbolista en 2004 a los 22 años de edad con el Cape Cod Crusaders. Con el club ganó la USL Premier Development League al finalizar la última temporada en la que permaneció en el equipo. 
En 2005 fichó por el D.C. United por una temporada, haciendo su debut el 15 de julio de 2005. Llegó a ganar la Conferencia Este (MLS) y la MLS Supporters' Shield. 
En 2006 fue traspasado al New York Red Bulls junto a su compañero Dema Kovalenko.
Finalmente en 2007 se retiró como futbolista, dado que se le diagnosticó un cáncer en el timo.
Falleció el 12 de marzo de 2014 en Fairfax a los 32 años de edad debido al cáncer que sufría.

## Clubes
| Club               | País           | Año       |
| ------------------ | -------------- | --------- |
| Cape Cod Crusaders | Estados Unidos | 2004-2005 |
| D.C. United        | Estados Unidos | 2005-2006 |
| New York Red Bulls | Estados Unidos | 2006-2007 |

## Palmarés

### Campeonatos nacionales
| Título                         | Club               | País           | Año  |
| ------------------------------ | ------------------ | -------------- | ---- |
| USL Premier Development League | Cape Cod Crusaders | Estados Unidos | 2005 |
| Conferencia Este (MLS)         | D.C. United        | Estados Unidos | 2006 |
| MLS Supporters' Shield         | D.C. United        | Estados Unidos | 2006 |